# St. Johannes der Täufer (Nordheim vor der Rhön)

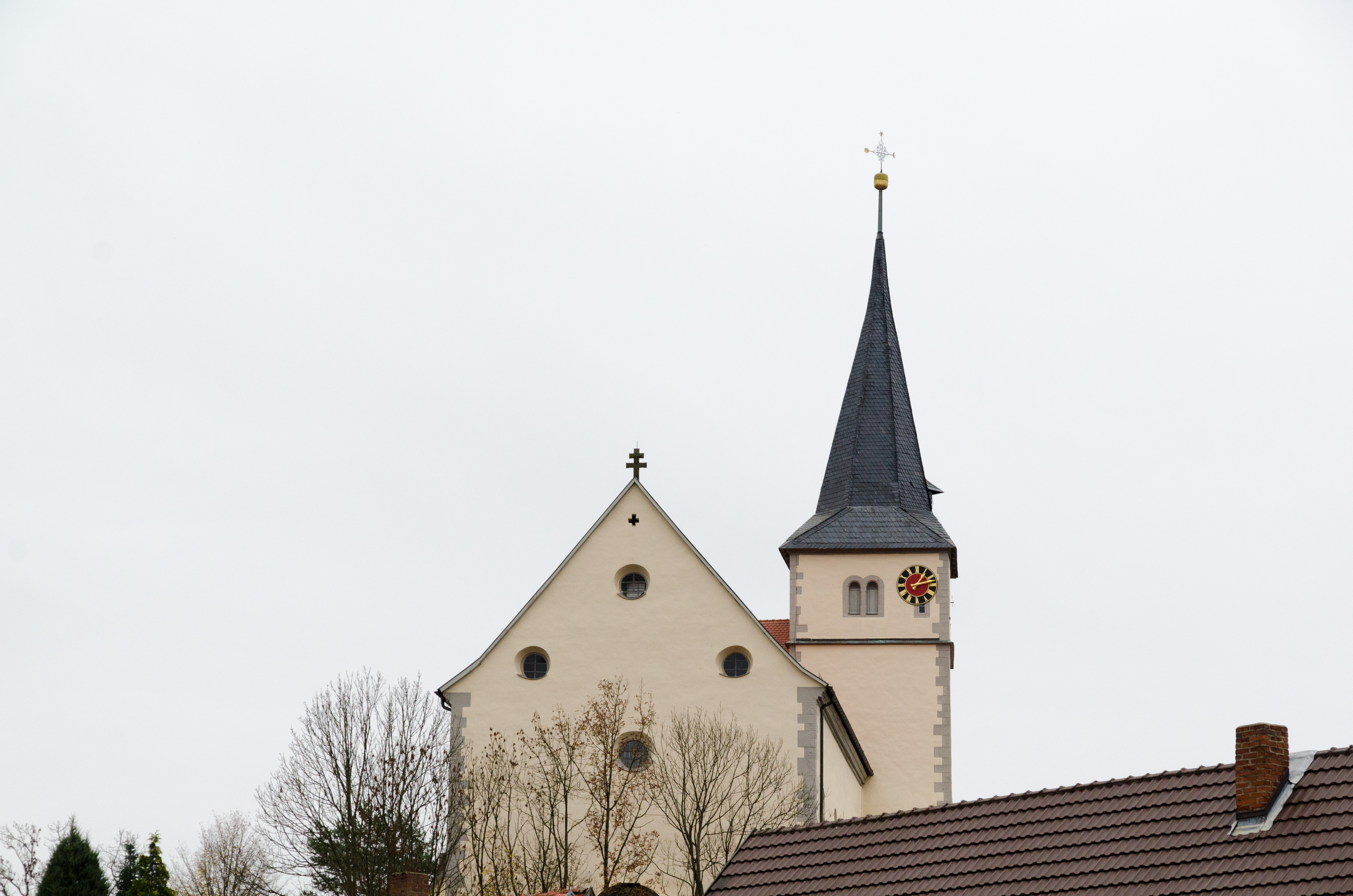
Die Kirche in Nordheim vor der Rhön

Die römisch-katholische Pfarrkirche St. Johannes der Täufer ist die Dorfkirche von Nordheim vor der Rhön, einer Gemeinde im unterfränkischen Landkreis Rhön-Grabfeld. Nordheim vor der Rhön ist mit Fladungen zu einer Pfarreiengemeinschaft zusammengeschlossen. Die Kirche gehört zu den Baudenkmälern von Nordheim vor der Rhön und ist zusammen mit den Friedhofskreuz, der Kirchhofbefestigung und den Kirchgaden unter der Nummer D-6-73-147-4 in der Bayerischen Denkmalliste registriert.

## Geschichte
Der Kirchturm als der älteste Teil der Kirche entstand im 14. Jahrhundert und wurde im Jahr 1565 erhöht. Es ist der ehemalige Chorturm. Der Chor wurde im Jahr 1609, das Langhaus in den Jahren 1696 bis 1698 errichtet. Das in den Jahren 1972 bis 1974 angebaute Querhaus wurde im Jahr 2008 wieder abgebrochen.

## Beschreibung
Der Chorflankenturm mit schiefergedeckten, achtseitigem, spitzen Knickhelm und rundbogigen Biforien als Klangarkaden steht an der Südseite des Chors. Der nach Osten ausgerichtete Chor mit Dreiachtelschluss hat zwei, das Langhaus mit Satteldach vier Fensterachsen. Die Fenster sind rundbogig.
Im Unterschied zur muldenförmigen Decke des Langhauses ist im Chor ein Kappengewölbe vorhanden.

## Ausstattung
Die Altäre schuf Benedikt Lux aus Bad Neustadt an der Saale um das Jahr 1700. Sie besitzen, wie auch die Kanzel, gedrehte Säulen. Das Altarbild des Hochaltars stellt die Taufe Jesu im Jordan dar. Am linken Seitenaltar ist vermutlich Jesus Christus dargestellt, am rechten die vierzehn Nothelfer. An der Kanzel sind die Figuren der vier Kirchenlehrer angebracht. Das zentrale Deckengemälde im Langhaus entstand um das Jahr 1700 von der Hand des Oswald Onghers. Es zeigt die Frankenapostel. Die Orgel hängt vor der westlichen Doppelempore. Die Kirche verfügt über vier Glocken, die im Jahr 1949 von Benjamin Grüninger in Neu-Ulm gegossen wurden. Sie erklingen mit es´, g´, b´ und c´´ im Salve-Regina-Motiv.